# Within Temptation
Within Temptation là một ban nhạc symphonic metal người Hà Lan được thành lập vào tháng 4 năm 1996 bởi giọng ca chính Sharon den Adel và tay guitar Robert Westerholt. Nhóm luôn được giới phê bình phân vào các dòng nhạc gothic metal và symphonic metal, mặc dù mỗi album của ban lại chịu những ảnh hưởng khác ngoài hai dòng nhạc kể trên. Âm thanh nổi bật của nhóm hơn cả là symphonic metal, mặc cho những sáng tác đầu tiên của họ, chẳng hạn như album đầu tay Enter vừa chủ yếu là gothic metal, vừa mang hơi hướng doom metal. Trong một buổi phỏng vấn, den Adel cho biết ban nhạc theo đuổi thể loại symphonic rock cùng với nhiều nguồn ảnh hưởng khác. Trong một buổi phỏng vấn khác với kênh truyền thông âm nhạc 3VOOR12 của Hà Lan, den Adel lại phát biểu rằng "chúng tôi tự coi mình là một ban nhạc symphonic rock hơn tất thảy... theo góc nhìn của tôi thì chúng tôi không phải một ban nhạc gothic".
Sau khi phát hành album đầu tay Enter vào năm 1997, Within Temptation trở nên nổi tiếng trong giới nhạc underground ở Hà Lan. Phải đến năm 2001 thì nhóm mới được giới khán giả đại chúng biết tới với đĩa đơn "Ice Queen" trích từ album thứ 2 mang tên Mother Earth; ca khúc này đã giành ngôi á quân trên bảng xếp hạng âm nhạc của Hà Lan. Tiếp đà nổi tiếng, ban nhạc đã giành chiến thắng cuộc thi âm nhạc Conamus Exportprijs của Hà Lan trong 4 năm liên tiếp (lần thứ 5 vào năm 2016). Các album kế tiếp của nhóm như The Silent Force (2004) và The Heart of Everything (2007) đều giành ngôi quán quân bảng xếp hạng tại Hà Lan. Năm 2008, họ cho phát hành album nhạc sống được thu âm trực tiếp cùng dàn nhạc Metropole Orkest. Sản phẩm kế tiếp của họ cũng là một album nhạc sống khác mang tên An Acoustic Night at the Theatre, lần này chất liệu acoustic được đưa vào các bài hát.
Album thứ 5 của Within Temptation, The Unforgiving ra mắt vào tháng 3 năm 2011 và nằm trong một chiến dịch kể chuyện đa phương tiện, bên cạnh một bộ truyện tranh và một loạt các bộ phim ngắn hợp với nhau thành một câu chuyện. Nhạc phẩm chứng kiến ban nhạc ngày càng thử thách mình ở nhiều lĩnh vực âm nhạc mới bên ngoài symphonic metal. Album thứ 6 của nhóm có tựa Hydra được phát hành vào đầu năm 2014 tại Nhật Bản, châu Âu và Mỹ. Album lần này lại cho thấy ban nhạc đã lấn sân khai phá những thể loại nhạc mới và có sự góp mặt của nhiều nghệ sĩ làm khách mời: ca sĩ người Phần Lan Tarja Turunen – người xuất hiện trong đĩa đơn chính "Paradise (What About Us?)"; Howard Jones, cựu giọng ca của ban nhạc metalcore người Mỹ Killswitch Engage; Dave Pirner, giọng ca chính của ban nhạc alternative rock Soul Asylum; và rapper người Mỹ American Xzibit. Ban nhạc còn có mặt trên sóng truyền hình của kênh BBC Radio 2 tại Anh với tiết mục thể hiện "Whole World Is Watching" – một trong số các bài hát trích từ Hydra, với Pirner làm giọng ca khách mời. Album mới nhất của Within Temptation lấy nhan đề Resist được phát hành vào tháng 1 năm 2019 và kết hợp ảnh hưởng từ các dòng nhạc khác như industrial và EDM. Tính đến năm 2016, ban nhạc đã tiêu thụ hơn 3,5 triệu album trên toàn thế giới.

## Lịch sử hoạt động

### Thành lập
Robert Westerholt (guitar) và Sharon den Adel (hát chính) là cặp tình nhân lâu năm, họ đã lập nên một ban nhạc mới vào năm 1996 sau khi Westerholt rời ban nhạc cũ của anh tên là The Circle. The Circle tự đổi tên thành Voyage và phát hành một album có tựa Embrace, trong đó có một ca khúc mà den Adel góp giọng. Ngay sau khi phát hành đĩa nhạc thì The Circle tan rã. Kế đó Westerholt kết hợp cùng den Adel để thành lập một ban nhạc doom metal đặt tên là "The Portal", rồi họ kết nạp cựu thành viên của The Circle, Jeroen van Veen ở vị trí bass guitar và Michiel Papenhove chơi guitar, cũng như Michiel Papenhove đánh đàn keyboard và Dennis Leeflang chơi trống (về sau bị thay thế bởi Ivar de Graaf). Tuy nhiên họ lại tự đổi tên thành "Within Temptation" ngay trước khi thu âm đĩa demo mang tên Enter. Đĩa demo này chứa một số bài hát sẽ được đưa vào album đầu tay của nhóm.

### 1997–2006:Enter,Mother EarthvàThe Silent Force

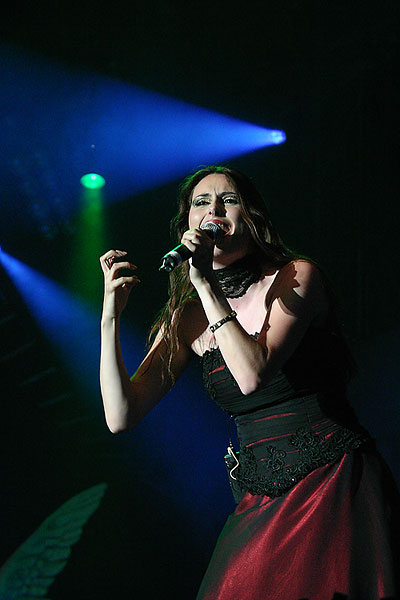
Giọng ca chính Sharon den Adel tại Nhạc hội M'era Luna Festival 2004.

Album đầu tay của Within Temptation ra mắt vào năm 1997. Album được khán giả đón nhận tốt, để từ đó ban nhạc khởi động một tour diễn xuyên quốc gia trong 4 đêm, rồi họ biểu diễn tại Nhạc hội Dynamo được tổ chức ở ngoài trời tại Eindhoven. Ban nhạc đã kết thúc năm 1997 bằng chuyến lưu diễn đầu tiên của họ tại Đức và Áo. Không lâu sau, Ivar de Graaf rời nhóm và người thay thế anh là Ciro Palma. Chất liệu âm thanh của Enter vừa giàu giai điệu, vừa chứa đầy nhịp độ u ám và chịu ảnh hưởng từ thể loại gothic doom metal, phụ thuộc nhiều vào những tiếng đàn keyboard và trống chậm cùng với các câu đàn guitar riff lặp đi lặp lại. Nét nổi bật trong album này là những tiếng thì thầm chết chóc của Robert Westerholt và George Oosthoek - cựu thành viên của Orphanage.
2000 là một năm đầy ắp sự kiện với Within Temptation khi ban nhạc đi lưu diễn trở lại với ba đêm diễn ở Hà Lan: Waterpop, Bospop và Lowlands. Bên cạnh đó, họ tiếp tục thực hiện dự án album thứ hai và cho phát hành đĩa nhạc, lấy tựa là Mother Earth tại ba nước Bỉ, Hà Lan, và Luxembourg vào ngày 1 tháng 12. Album gặt hái được những thành công nhất định trên bảng xếp hạng âm nhạc của Hà Lan trong vài tuần đầu tiên sau khi phát hành. Đĩa đơn đầu tiên của nhóm là "Our Farewell" chưa bao giờ lọt được vào bảng xếp hạng. Đĩa đơn thứ hai trích từ Mother Earth, "Ice Queen" lại được xem là tác phẩm gây đột phá của ban, khi mà vào tháng 3 năm 2002, ca khúc leo lên tới vị trí á quân ở Hà Lan và là đĩa đơn đầu tiên của họ đoạt ngôi quán quân với vị trí số 1 ở Bỉ. Thành công vang dội ấy đã đưa Mother Earth tiếp tục leo cao trên bảng xếp hạng của Hà Lan và kết thúc năm ở vị trí số 3.
Kế hoạch cho ra đời album thứ 3 của Within Temptation trở thành hiện thực khi nhạc phẩm mang tên The Silent Force được phát hành vào 15 tháng 11 năm 2004 tại thị trường châu Âu. Đĩa nhạc do Daniel Gibson làm nhà sản xuất và ngay lập tức giành ngôi quán quân ở Hà Lan và có thành tích xếp hạng tốt tại nhiều quốc gia khác ở châu Âu. Nhằm hỗ trọ quảng bá nhạc phẩm, Within Temptation đã khởi động một chuyến lưu diễn quốc tế lớn nữa vào năm 2005 với các đêm diễn có mặt trên khắp Lục địa già (trong đó có lần xuất hiện đầu tiên của họ tại Nhạc hội Bloodstock ở Anh Quốc) và một đêm diễn duy nhất tại Dubai. Tính đến đầu năm 2005, album đã bán ra hơn 400.000 bản tính riêng tại thị trường châu Âu. "Stand My Ground" và "Memories" – hai đĩa đơn đầu tiên trích từ album mới này nối tiếp thành công của ban nhạc trên các bảng xếp hạng, mà đỉnh cao là giải thưởng Edison Award thứ 2. Nhóm còn đem một số bản nhạc gửi tới soundtrack của bộ trò chơi điện tử Knights of the Temple: Infernal Crusade được phát hành vào tháng 3.

### 2007–2012:The Heart of Everything,An Acoustic Night at the TheatrevàThe Unforgiving

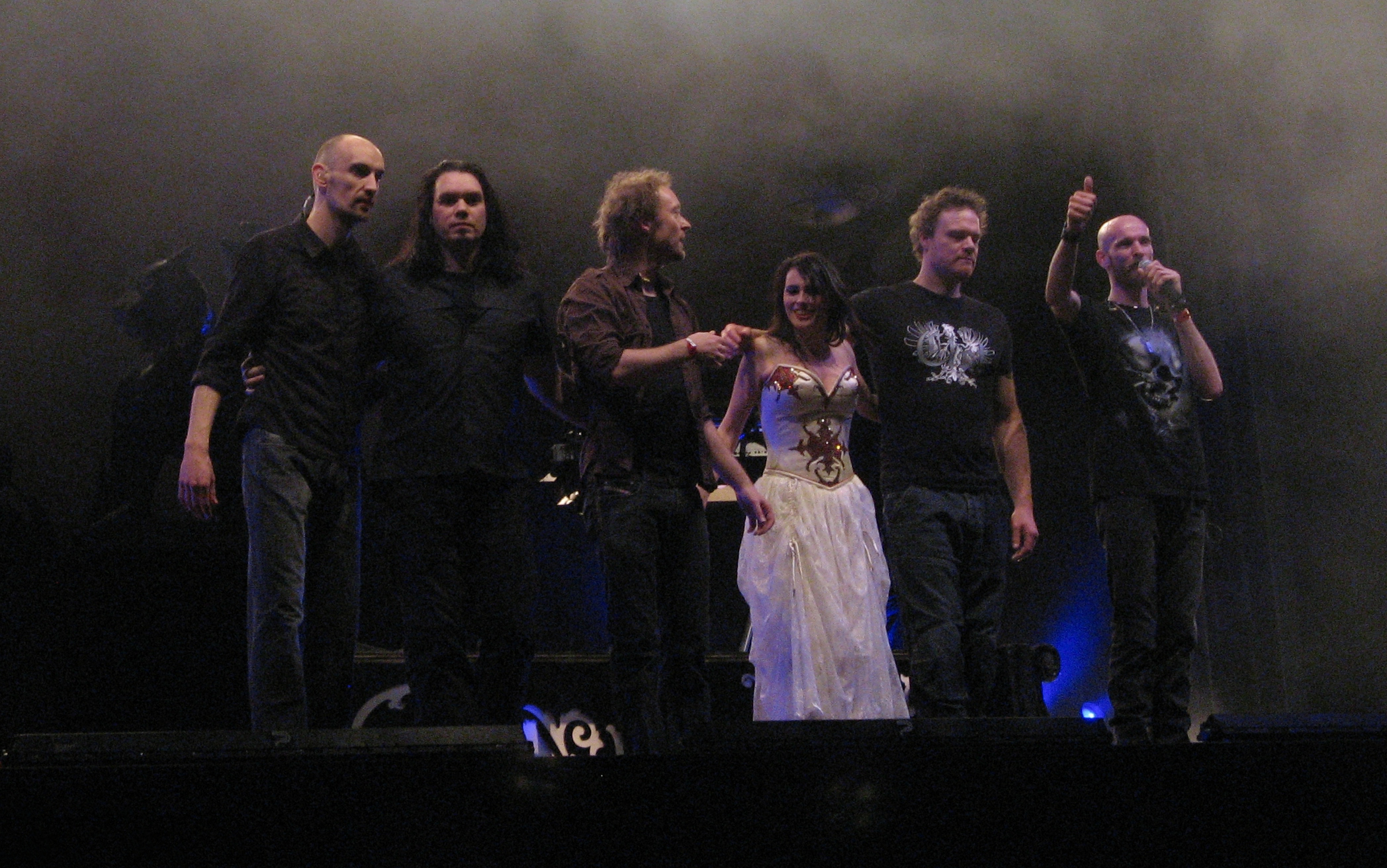
Within Temptation tại Nhạc hội Bevrijdingsfestival 2008 tổ chức ở Groningen, Hà Lan.

Dự án album kế tiếp của Within Temptation, The Heart of Everything ra mắt thị trường vào ngày 9 tháng 3 năm 2007 tại Hà Lan và ngày 24 tháng 6 tại Mỹ. Hai bài hát là "The Howling" và "Sounds of Freedom" được thu âm và chọn làm nhạc quảng cáo của bộ trò chơi điện tử The Chronicles of Spellborn, trong đó bài "The Howling" là bài mở đầu của album The Heart of Everything. Danh sách đầy đủ các ca khúc được tiết lộ vào ngày 10 tháng 1. Album ra mắt ở ngôi quán quân trên Dutch Album 100, trở thành album quán quân thứ hai của ban nhạc. Đĩa nhạc còn giành ngôi á quân tại Bỉ, á quân tại Phần Lan, top 10 tại 8 quốc gia và top 100 tại 11 quốc gia.
Ngày 3 tháng 11 năm 2008, tay lead guitar của Within Temptation, Ruud Jolie viết trên trang blog của mình rằng các thành viên của nhóm sẽ nghỉ ngơi trong một năm, nguyên văn: "Sau chuyến lưu diễn Theater Tour sẽ bắt đầu khởi động vào tuần sau, tôi và các thành viên còn lại của Within Temptation sẽ giải lao trong một năm. Trong suốt 7 năm qua, chúng tôi đã liên tục đi từ phòng thu đến xe buýt lưu diễn rồi lên máy bay, lên thuyền, quay lại phòng thu rồi tiếp tục đi bằng xe buýt, xe đạp và máy bay, đôi lúc nghỉ chân ở một bể bơi trên tầng trệt của khách sạn, sau đó lại đi xe buýt để lưu diễn thêm lần nữa. Tất cả chúng tôi đều thật sự cần được nghỉ ngơi..." Sau chuyến lưu diễn ấy, vào ngày 11 tháng 8 năm 2009, Sharon đăng trên website chính thức của nhóm rằng một album nhạc acoustic sẽ được phát hành vào cuối tháng 10/đầu tháng 11 với nhan đề Acoustic Night at the Theatre.
Tháng 11 năm 2008, Within Temptation thông báo rằng ban nhạc sẽ bắt đầu thực hiện album mới vào năm 2009 và chuyến lưu diễn The Heart Of Everything Tour sắp đến hồi kết. Ngày 1 tháng 6 năm 2009, có nguồn tin cho rằng Sharon đã hạ sinh một bé trai với Robert Westerholt. Năm 2010, nhóm khởi động chuyến lưu diễn Theatre Tour thứ hai và là lần cuối cùng có sự góp mặt của tay trống Stephen Van Haestregt. Ngày 18 tháng 11 năm 2010, ban công bố qua website của họ rằng album mới có nhan đề The Unforgiving sẽ được phát hành vào tháng 3 năm 2011. Ý tưởng làm album dựa trên một bộ truyện tranh do Steven O'Connell (BloodRayne & Dark 48) chắp bút và minh họa bởi Romano Molenaar (Witchblade, Darkness và X-Men). Mỗi bài hát trong The Unforgiving được sáng tác theo lời kể chuyện của Steven, với các nhân vật trong từng bài thể hiện các nguyên mẫu chính trong truyện tranh. Ngày 26 tháng 7 năm 2010, ban nhạc thông báo rằng họ sẽ khởi động một chuyến lưu diễn ở châu Âu vào đầu năm 2011 nhằm quảng bá đĩa nhạc mới. Tuy nhiên đến ngày 26 tháng 11 năm 2010 có nguồn tin cho hay vì Sharon đang mang bầu lần 3 nên lịch lưu diễn sẽ bị rời từ đầu năm 2011 xuống mùa thu năm đó.

### 2013–nay:Hydra,Resistvà chuyến lưu diễn Worlds Collide

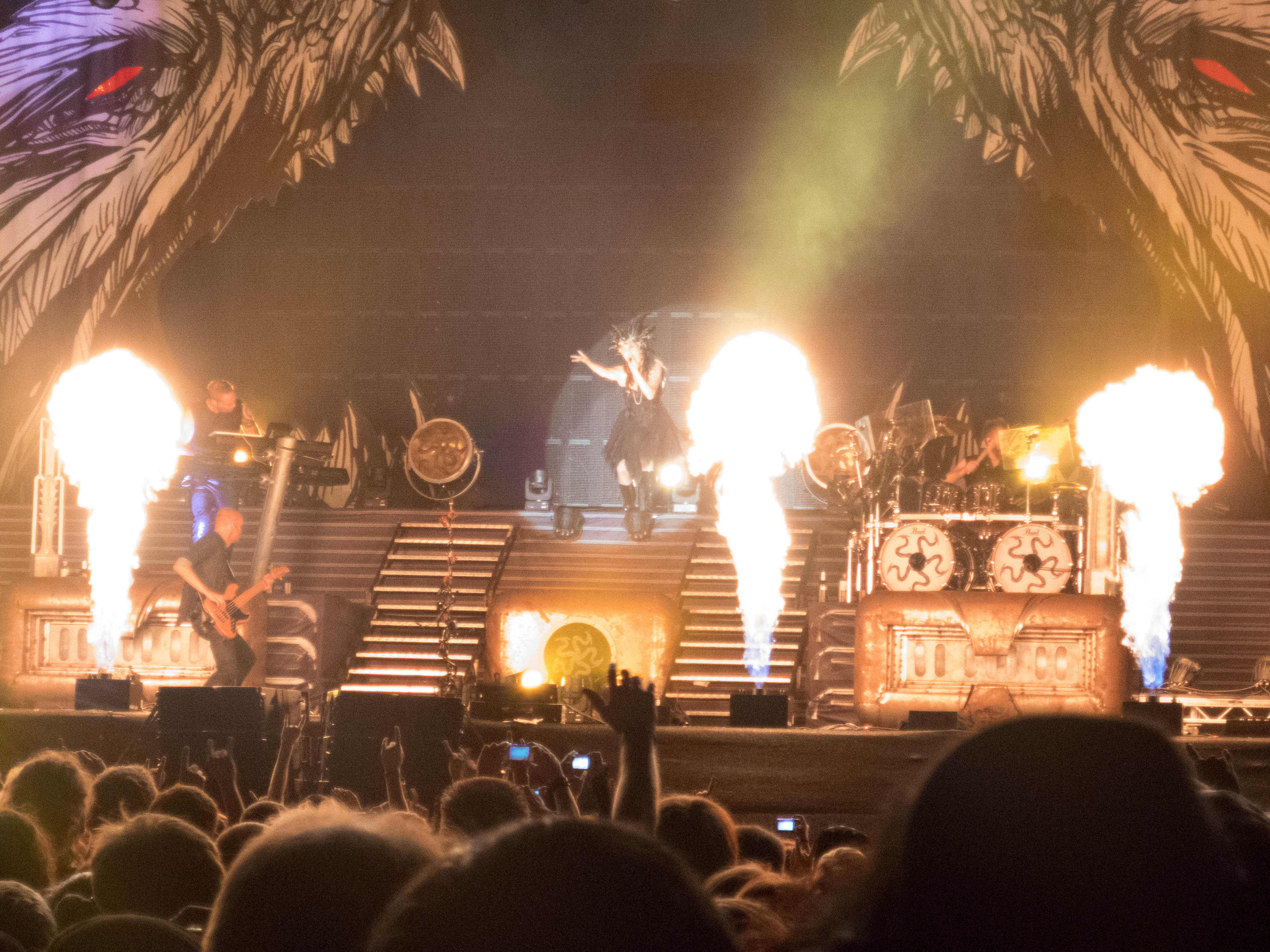
Within Temptation biểu diễn tại Nhạc hội M'era Luna Festival năm 2014 trên một sân khấu được dựng theo chủ đề của Hydra.

Ngay trước lễ kỷ niệm 15 năm thành lập Within Temptation, ban nhạc đã được đài phát thanh Q-Music mời thể hiện một bài hát đang lưu hành theo "phong cách của Within Temptation" mỗi lần một tuần, phục vụ chương trình đặc biệt của họ mang tên Within Temptation Friday kéo dài 15 tuần. Các bản hát lại (cover) đa số là các bài hát nhạc pop và chúng được ban nhạc thổi hồn thêm chất giao hưởng. Giọng ca Sharon den Adel phát biểu: "Cách tiếp cận của chúng tôi là thực sự biến bản hát lại thành một ca khúc mới của Within Temptation. Vì thế nếu sử dụng mỗi một cây đàn piano hoặc acoustic guitar thì không hề dễ, mà là phải thực sự cố gắng đưa được chất nhạc của Within Temptation vào bản hát lại mới này... Chúng tôi rất mừng vi đã vượt qua được thử thách này và tự hào về kết quả mà mình đã đạt được." Họ đã tái thể hiện nhiều sáng tác của những Imagine Dragons, OneRepublic, Lana Del Rey, The Who cùng nhiều nghệ sĩ khác. Ngày 19 tháng 4 năm 2013, 11 trong tổng số 15 bản hát lại được ban nhạc phát hành trong một album cover tên là The Q-Music Sessions. Cùng ngày hôm đó, nhóm cho ra mắt MV chính thức bản hát lại bài "Titanium" mà họ thể hiện.
Ngày 30 tháng 8, Within Temptation thông báo rằng đĩa lead single "Paradise (What About Us?)" sẽ được phát hành dưới dạng một đĩa EP, trong sản phẩm này có mặt của 3 ca khúc trong album sắp ra mắt dưới dạng đĩa demo, đó là "Let Us Burn", "Silver Moonlight" và "Dog Days". Ngày 13 tháng 9, ban nhạc xác nhận rằng ca sĩ Tarja Turunen sẽ làm giọng ca khách mời cho ca khúc tiêu đề. Đĩa EP được phát hành vào ngày 27 tháng 9. Vào ngày 25 và 26 tháng 10, den Adel và Westerholt đã giới thiệu một số bài không tên trích từ album sắp ra mắt với báo giới. Đĩa đơn quảng bá thứ 2 là "Dangerous" được phát hành vào ngày 20 tháng 9 và có mặt của Howard Jones – cựu ca sĩ nhóm Killswitch Engage. Dự án album thứ 6 của nhóm, lấy nhan đề là Hydra sau cùng được phát hành vào ngày 31 tháng 1 năm 2014 tại châu Âu đại lục và tại Bắc Mỹ–Liên hiệp Anh vào ngày 4 tháng 2, qua đó nhận được phản hồi chuyên môn tích cực và gặt hái thành công về mặt thương mại. Tại Hà Lan, Hydra đánh dấu lần đầu tiên nhóm trở lại với ngôi quán quân bảng xếp hạng kể từ đĩa The Heart of Everything vào năm 2007; Hydra còn chiếm ngôi đầu bảng xếp hạng album của Cộng hòa Séc, trở thành album quán quân đầu tiên của họ tại một đất nước ngoài Hà Lan. Đĩa nhạc là album đầu tiên của nhóm giành được một vị trí trong top 10 trên UK Albums Chart với thành tích ra mắt ở hạng 6 và album đầu tiên lọt vào top 20 trên Billboard 200 với thành tích ra mắt ở hạng 16.
Nhằm quảng bá album, Within Temptation đã khởi động một chuyến lưu diễn mang tên Hydra World Tour, lúc đầu dự kiến bắt đầu vào tháng 1 năm 2014, nhưng rồi bị hoãn để ban nhạc có thể chau chuốt thêm các bài hát kĩ hơn nữa trước khi phát hành album và một buổi diễn thử tại Effenaar, Eindhoven, Hà Lan; cùng ngày hôm đó vé đã được mở bán và hết chóng vánh. Đêm diễn chính thức đầu tiên diễn ra vào ngày 26 tháng 2 tại Helsinki, Phần Lan và chuyến lưu diễn quy mô sân vận động chủ yếu diễn ra ở châu Âu, trong đó có một số nhạc hội mùa hè. Do album Hydra nhận được lượng đón nhận nồng nhiệt tại Mỹ, ban nhạc quyết định đi lưu diễn lần nữa tại Bắc Mỹ, đi từ bờ Tây sang bờ Đông và ghé qua 12 thành phố, trong đó hai điểm diễn ở Canada và một số nơi đã bán hết sạch vé. Ngày 2 tháng 5, nhóm thông báo qua trang chủ Facebook rằng họ sẽ ghi âm buổi hòa nhạc tại Heineken Music Hall, Amsterdam; những đoạn hay nhất của buổi diễn đã có mặt trong đĩa DVD Let Us Burn - Elements & Hydra Live in Concert cùng với một vài đoạn ghi hình chuyến lưu diễn Elements diễn ra trước đó. Tính đến cuối chặng lưu diễn tại châu Âu, tour diễn đã thu hút hơn 120.000 khán giả tham dự.
Tháng 7 năm 2018, Within Temptation đã ký một bản hợp đồng mới với hãng đĩa Vertigo Records Germany – đơn vị được lựa chọn phát hành album mới của nhóm trên toàn thế giới, ngoại trừ thị trường Nhật Bản. Đĩa đơn đầu tiên trích từ album mang tên "The Reckoning" và có sự tham gia của Jacoby Shaddix được phát hành vòa ngày 14 tháng 9 năm đó. MV bài hát đánh dấu lần đầu nhóm giành được một đề cử giải Edison Award kể từ năm 2005. Đĩa đơn thứ 2 "Raise Your Banner" với sự góp mặt của Anders Fridén ra mắt vào ngày 16 tháng 11, còn đĩa thứ 3 "Firelight" cùng sự tham gia của khách mời Jasper Steverlinck ra mắt vào ngày 23 tháng 11. Album lấy nhan đề Resist, được chính thức thống báo bởi tạp chí Metal Hammer vào cuối năm 2018 và được phát hành vào ngày 1 tháng 2 năm 2019. Đĩa đơn thứ 4 "In Vain" ra mắt vào ngày 11 tháng 1 năm 2019, MV lời của bài "Supernova" ra mắt vào ngày 5 tháng 2 năm 2019. Sau khi phát hành album, ban nhạc quay trở lại chuyến lưu diễn The Resist Tour để trình diễn 15 buổi hòa nhạc tại Bắc Mỹ và kế đó là các nhạc hội mùa hè ở châu Âu. Trong mùa nhạc hội năm 2019, ban nhạc đã lần đầu tiên được xếp lịch là những người diễn chính (headline) tại Graspop Metal Meeting – một trong những nhạc hội heavy metal lớn nhất châu Âu.
Ngày 17 tháng 9 năm 2019, Within Temptation lúc đầu thông báo rằng họ sẽ khởi động một chuyến lưu diễn mà họ đồng diễn chính với Evanescence vào tháng 4 và tháng 5 năm 2020, mang tên Worlds Collide. Tuy nhiên do diễn biến của Đại dịch COVID-19, cả Within Temptation và Evanescence đều hoãn lịch diễn tới tháng 9 năm 2020, sau đó lại dời lịch tiếp đến mùa thu năm 2021. Trong thời gian bùng dịch, ban nhạc đã tham dự một chương trình cổ động tên là Together at Home – nơi các nghệ sĩ trình diễn qua màn hình trực tuyến để khuyến khích mọi người ở nhà và ngăn ngừa nhiều ca lây nhiễm hơn. Ngày 30 tháng 4 năm 2020, ban nhạc đã thông báo phát hành một đĩa đơn mới vào ngày 8 tháng 5, đặt tựa là "Entertain You", dự kiến nằm trong album phòng thu thứ 8 sắp ra mắt của nhóm. MV của đĩa đơn cũng được phát hành sau đó. Đĩa đơn thứ 2 là "The Purge" ra mắt vào ngày 20 tháng 11 năm 2020 kèm theo một MV. Trong một buổi phỏng vấn với Audio Ink Radio, den Adel đã xác nhận rằng nhóm sẽ phát hành thêm nhạc mới trong những tháng sắp tới: "Chúng tôi chỉ thu âm được 2 ca khúc và có rất nhiều đĩa demo ở tình trạng sắp xong, nên chúng tôi có thể hoàn thành chúng nhanh chóng. Vì thế chúng tôi sẽ bắt đầu như thế này — chúng tôi sẽ biến những đĩa demo kia thành những ca khúc thật sự, rồi sau đấy vào năm kế tiếp, chúng tôi sẽ phát hành một ít bài hát lần nữa. Cuối cùng thi sẽ có một album, nhưng album giờ vẫn chưa được hoàn thiện, nên chúng tôi phải bắt đầu sáng tác thêm những bài hát mới để làm nốt album."

## Phong cách nghệ thuật

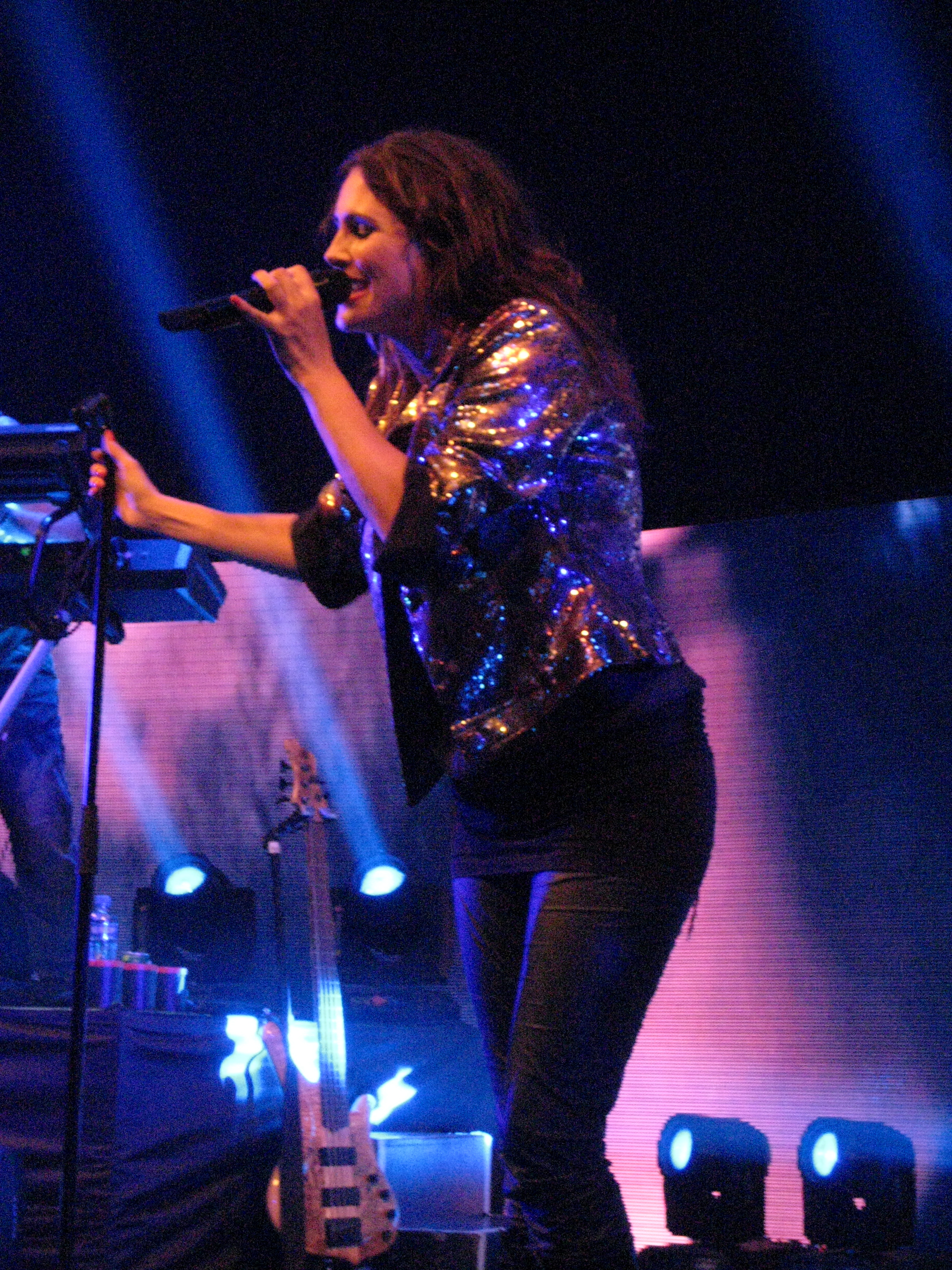
Ca sĩ den Adel mặc áo da của hộp đêm trong lúc thể hiện bài "Sinéad" trích từ album The Unforgiving vào năm 2011.

Album đầu tiên của Within Temptation là Enter (phát hành vào năm 1997) làm cho giới phê bình âm nhạc phân nhóm vào hai tiểu thể loại của heavy metal là gothic metal và doom metal, cụ thể giới phê bình nhận xét đĩa nhạc là "[loại nhạc] symphonic gothic metal mang bầu không khí u ám, diệt vong và có tiết tấu chậm", đồng thời so sánh nhạc phẩm với Tristania và Theatre of Tragedy – hai ban nhạc chơi cùng thể loại kể trên. Những câu đàn guitar riff và tiếng keyboard cũng được khen ngợi vì mang nét tương phản với giọng hát của hai giọng ca chính là Sharon den Adel và Robert Westerholt. Đĩa nhạc kế tiếp của nhóm, đĩa EP The Dance (phát hành năm 1999) được miêu tả là "sản phẩm quan trọng trong tiến trình phát triển của ban nhạc", thể hiện "sức vươn mình của nhóm khi khai phá những tham số của nhạc metal giao hưởng và tân cổ điển."
Với album thứ hai Mother Earth, phong cách âm nhạc của nhóm trở nên biến hóa có chủ ý, vì trong đĩa này den Adel vẫn là giọng ca chính dẫn dắt ban nhạc tới những ca khúc giàu giai điệu và chất Celtic, chịu nhiều ảnh hưởng của nhạc folk hơn. Các nhà phê bình đã tán thành những thay đổi trong hướng đi âm nhạc ấy và cho rằng album "mang đến những định lượng mới trong quan niệm về metal." Với Daniel Gibson làm nhà sản xuất chính, album The Silent Force thì được xếp vào loại "giàu giai điệu, bắt tai và giải trí hơn." Với album The Heart of Everything phát hành vào năm 2007, các nhà phê bình chuyên môn lại bị chia rẽ bởi hướng đi mới của ban nhạc; một nhóm người đánh giá cao hướng đi mới này và thấy như thế đa dạng hơn. Trang About.com thì nhất trí với cả hai luồng ý kiến qua lời bình: "chiều sâu và sự phức tạp của nhạc cổ điển cùng góc tối của gothic metal". Trang AllMusic lại bình luận rằng ban nhạc "không ngần ngại mà phô bày hết nhạc giao hưởng [trong album]".
Năm 2011, Within Temptation đã phát hành album phòng thu thứ 5 là The Unforgiving, thể hiện thay đổi lớn nhất trong định hướng âm nhạc của nhóm tính đến thời điểm ấy. Mặc dù được đông đảo các nhà phê bình đón nhận tốt, một số nhà phê bình lại tỏ ra không thích những thay đổi ấy, tạp chí Q ví album như một "bản nhạc metal của T'Pau". Bên cạnh đó, một số nhà phê bình nhận thấy "dòng nhạc pop, rock và metal ở thập niên 1980" có ảnh hưởng tốt đến ban nhạc. Nhằm kỷ niệm sinh nhật thứ 15 của nhóm, đài phát thanh Q-music của Bỉ đã mời ban nhạc thực hiện 15 bản hát lại (cover) từ các ca khúc nổi tiếng. Sau đó, ban đã phát hành album The Q-Music Sessions, trong đó chứa các bản hát lại một số ca khúc nổi tiếng như "Titanium" của David Guetta hợp tác với Sia, "Grenade" của Bruno Mars và "The Power of Love" của Frankie Goes to Hollywood, cùng những bài hát nhạc indie và folk rock như "Behind Blue Eyes" của The Who và "Let Her Go" của Passenger.
Tựa album phòng thu thứ 6 của Within Temptation, Hydra liên hệ tới sự chuyển mình lớn trong âm thanh của ban nhạc, như lời Westerholt đã nói: "'Hydra' là tựa đề hoàn hảo cho album mới của chúng tôi, bởi vì giống như [tên] con quái vật, đĩa nhạc đại diện cho những khía cạnh âm nhạc khác của chúng tôi." Tạp chí Aquarian Weekly cho rằng tựa đề này rất phù hợp với album và so sánh nó với dòng chảy lịch sử âm nhạc đa dạng của nhóm, thấy rằng họ có thể tìm ra sự cân bằng hợp lý giữa tất cả những thay đổi trong âm nhạc; trong chuyến lưu diễn kế tiếp, nhóm lục tấu này còn được miêu tả là "một ban nhạc vượt ra ngoài những khuôn khổ."

## Thành viên
Đội hình hiện tại

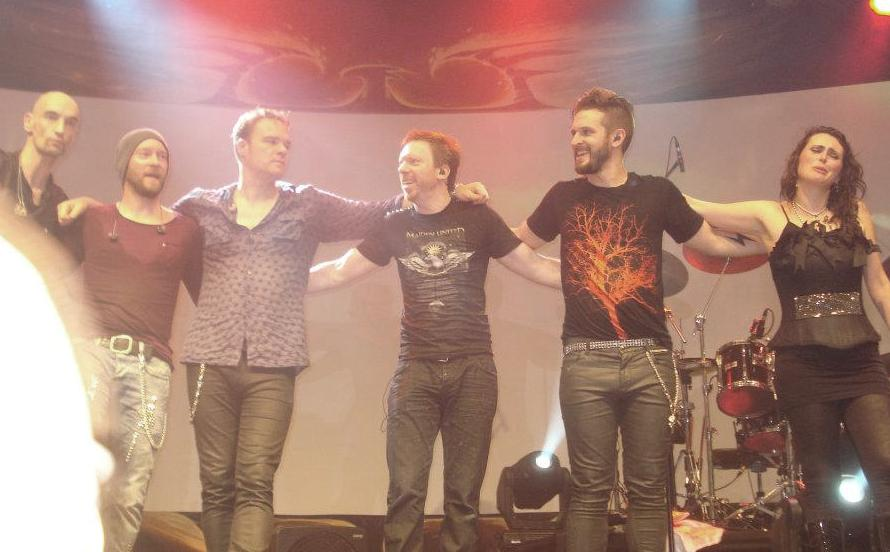
Đội hình lưu diễn hiện tại của Within Temptation. Từ trái qua phải: van Veen, Jolie, Spierenburg, Coolen, Helleblad, den Adel.

- Sharon den Adel – hát chính (1996–nay)
- Robert Westerholt – rhythm guitar, giọng hát bị méo tiếng (1996–nay, xuất hiện trong phòng thu duy nhất một lần từ năm 2011)
- Jeroen van Veen – bass (1996–nay)
- Ruud Jolie – lead guitar (2001–nay)
- Martijn Spierenburg – keyboard (2001–nay)
- Mike Coolen – trống (2011–nay)
- Stefan Helleblad – rhythm và lead guitar (2011–nay)

Cựu thành viên
- Michiel Papenhove – lead guitar (1996–2001)
- Martijn Westerholt – keyboard (1996–2001)
- Dennis Leeflang – trống (1996)
- Richard Willemse – trống (1996)
- Ivar de Graaf – trống (1996–1998, 1999–2001)
- Marius van Pyreen – trống (1998)
- Ciro Palma – trống (1998–1999)
- Jelle Bakker – lead guitar (2001)
- Stephen van Haestregt – trống (2002–2010)

Nhạc sĩ thuê
- Nicka Hellenberg – trống (2010)

Niên biểu hoạt động

## Danh sách đĩa nhạc
Album phòng thu
- Enter (1997)
- Mother Earth (2000)
- The Silent Force (2004)
- The Heart of Everything (2007)
- The Unforgiving (2011)
- Hydra (2014)
- Resist (2019)

## Giải thưởng

### 2002-2007
2002
- Silver Harp
- TMF Award Holland - Nghệ sĩ triển vọng nhất
- TMF Award Belgium - Nghệ sĩ rock hay nhất (Quốc tế)

2003
- Edison - Best Live DVD: Mother Earth Tour
- Conamus Export Award 2003

2004
- Conamus Export Award 2004

2005
- Edison Award - Ban nhạc xuất sắc nhất
- TMF Awards Holland - Nghệ sĩ rock Hà Lan hay nhất
- Popprijs 2005
- Conamus Export Prize 2005
- World Music Award - Nghệ sĩ Hà Lan bán đĩa chạy nhất

2006
- 3 FM Award - Nghệ sĩ rock xuất sắc nhất
- Golden God (Best Video: Angels)
- Buma Culture Export Prize 2006

2007
- 3FM Award - Nghệ sĩ rock xuất sắc nhất
- TMF Awards Belgium - Nghệ sĩ trình diễn nhạc sống hay nhất (Quốc tế)
- TMF Awards Holland - Nghệ sĩ trình diễn nhạc sống hay nhất
- TMF Awards Holland - Video xuất sắc nhất
- Giải Âm nhạc châu Âu của MTV - Nghệ sĩ Hà Lan & Bỉ hay nhất
- World Music Awards 2007 - Nghệ sĩ Hà Lan bán đĩa chạy nhất

### 2011–nay
2011
- Loudwire Music Awards - Album nhạc rock của năm + Nghệ sĩ của năm

2014
- Metal Hammer Awards (Đức) - Ban nhạc chơi nhạc sống hay nhất

Đĩa vàng
- Đĩa đơn vàng cho Ice Queen
- Mother Earth (2001)
- The Silent Force (ngày 12 tháng 12 năm 2004, Netherlands)
- The Silent Force (Finland, 2005)

Đĩa bạch kim
- The Silent Force (Ngày 18 tháng 11 năm 2005, Hà Lan)
- Mother Earth (2001)
- The Silent Force (Ngày 13 tháng 10 năm 2007, Belgium / Flanders)
- The Heart Of Everything (2007)

### Phỏng vấn
- Interview with FYE Lưu trữ ngày 18 tháng 12 năm 2007 tại Wayback Machine
- Interview with FMQB Lưu trữ ngày 27 tháng 2 năm 2008 tại Wayback Machine